# Prima le donne e i bambini (film)
Prima le donne e i bambini è un film del 1992 diretto da Martina D'Anna.
Il film segna il debutto alla regia della D'Anna e quello cinematografico di Corrado Guzzanti.

## Riconoscimenti
- 1994 - Mystfest
  - Premio del pubblico